# Мартинети-Вјети (Торино)
Мартинети-Вјети је насеље у Италији у округу Торино, региону Пијемонт.
Према процени из 2011. у насељу је живело 80 становника. Насеље се налази на надморској висини од 568 м.